# Kepan
Kepan, auch Kepath, war ein arabisches Gewichtsmaß. Als Bezug eignet sich das Maß Kestuf mit einem Gewicht von 2 Gerstenkörnern oder Kirat mit 24 Habbe (Körner).
- 1 Kepan = etwa 0,026 Gramm (0,025875 Gramm)
- 4 Kepan = 1 Kestuf
- 8 Kepan = 1 Kirat = 4 Gran = 0,207 Gramm
- 12 Kepan = 1 Derhem/Drachma (arabisch)
- 2 Kepan = 1 Dank/Gran